# Attacobius
Attacobius là một chi nhện trong họ Pantserzakspinnen (Corinnidae).

## Các loài
- Attacobius attarum (Roewer, 1935)
- Attacobius blakei Bonaldo & Brescovit, 2005
- Attacobius carranca Bonaldo & Brescovit, 2005
- Attacobius kitae Bonaldo & Brescovit, 2005
- Attacobius lamellatus Bonaldo & Brescovit, 2005
- Attacobius luederwaldti (Mello-Leitão, 1923)
- Attacobius nigripes (Mello-Leitão, 1942)
- Attacobius tucurui Bonaldo & Brescovit, 2005
- Attacobius uiriri Bonaldo & Brescovit, 2005
- Attacobius verhaaghi Bonaldo & Brescovit, 1998